# 隔壁的吸血鬼美眉
《隔壁的吸血鬼美眉》是甘党以四格漫畫形式發表的日本漫畫作品。2013年6月27日起曾4次刊载于《月刊Comic Alive》，2014年8月27日開始正式连载於《月刊Comic Alive》中的一個四格漫畫欄目《COMIC CUNE》，後來轉移至於2015年8月27日正式創刊的四格漫畫雜誌《COMIC CUNE》發表，於2021年10月27日發售的《COMIC CUNE》2021年12月號發表最終回。另外，也可透過ComicWalker瀏覽此漫畫。
2018年3月於第四集漫畫書及月刊COMIC CUNE5月號宣佈動畫化的消息，2018年10月至12月播放全12集電視動畫。

## 登場角色
索菲·特瓦伊萊特（Sofy Twilight:5:5）　聲：富田美憂
1651年11月出生，年齡超過360歲，身高151cm。英國出身。
吸血鬼少女。過著和一般人沒什麼差別的生活，但是白天沒有特別活動時絕不會出門。
對喝血有各種品味方式，同時喜歡收集各時代小說家的簽名，懂得用現在的科技產物來做過往辦不到的事。
天野燈　聲：篠原侑
15歲，身高158cm。生日在冬天。
女高中生。非常喜歡人偶的少女。與索菲在森林中相遇後決定要住在對方家中。
夏木日向　聲：Lynn
15歲，身高168cm。生日在夏天。
天野燈的朋友。非常喜歡天野燈。很在意燈與索菲的關係。有一位弟弟御影（聲：紡木吏佐）。
愛莉（Elly:5:5）　聲：和氣杏未
1560年8月出生，年齡超過450歲，身高148cm。出身。
為了見索菲而遠道而來的吸血鬼少女。
因為沉睡了100年才醒來，不太了解現在的科技產物，常請教索菲。
倉井朔夜　聲：日高里菜
天野燈的同學。
超自然社的唯一的社員兼社團代表
青木夕　聲：內田彩
天野燈的同學。
青木朝日　聲：遠野光
青木夕的妹妹。
吸血鬼獵人　聲：潘惠美
本名不詳。以狩獵吸血鬼作為本業的少女，胸部小且留著短髮，外表帶有男孩子氣。

## 出版書籍
| 卷數 | KADOKAWA       | KADOKAWA               | 台灣角川      | 台灣角川               |
| 卷數 | 發售日期       | ISBN                   | 發售日期      | ISBN                   |
| ---- | -------------- | ---------------------- | ------------- | ---------------------- |
| 1    | 2015年9月26日  | ISBN 978-4-04-067797-2 | 2016年7月27日 | ISBN 978-986-473-184-8 |
| 2    | 2016年6月27日  | ISBN 978-4-04-068407-9 | 2017年4月10日 | ISBN 978-986-473-619-5 |
| 3    | 2017年8月26日  | ISBN 978-4-04-069357-6 | 2018年6月7日  | ISBN 978-957-564-261-7 |
| 4    | 2018年3月26日  | ISBN 978-4-04-069783-3 | 2018年11月7日 | ISBN 978-957-564-572-4 |
| 5    | 2018年9月27日  | ISBN 978-4-04-065110-1 |               |                        |
| 6    | 2019年8月26日  | ISBN 978-4-04-065877-3 |               |                        |
| 7    | 2020年8月27日  | ISBN 978-4-04-064912-2 |               |                        |
| 8    | 2021年12月27日 | ISBN 978-4-04-680874-5 |               |                        |

## 電視動畫

### 製作人員
- 原作：甘党
- 監督：秋田谷典昭
- 副監督：福島利規
- 系列構成、劇本：高橋龍也
- 人物設計、總作畫監督：酒井孝裕
- 道具設計：杉村苑美、コレサワシゲユキ、燈夢
- 美術監督：松本浩樹
- 色彩設計：鈴木洋子
- 攝影監督：廣岡岳
- 編輯：坪根健太郎
- 音響監督：明田川仁
- 音樂： 藤澤慶昌
- 音樂製作：日本古倫美亞
- 動畫製作：Studio五組、AXsiZ

### 主題曲
歌曲皆由索菲·特瓦伊萊特（富田美憂）、天野燈（篠原侑）、夏木日向（Lynn）、愛莉（和氣杏未）演唱。
片頭曲†吸tie Ladies†
作詞、作曲、編曲：園田健太郎
片尾曲HAPPY!!
作詞：宮嶋淳子，作曲、編曲：Yu

### 各話列表
| 話數   | 日文標題 | 中文標題           | 分鏡       | 演出       | 作畫監督                                                                           |
| ------ | -------- | ------------------ | ---------- | ---------- | ---------------------------------------------------------------------------------- |
| 第1話  |          | 黑暗普通市民       | 秋田谷典昭 | 守田藝成   | 酒井孝裕                                                                           |
| 第2話  |          | 燈的朋友           | 福島利規   | 笹原嘉文   | 小關雅                                                                             |
| 第3話  |          | 吸血鬼去學校       | 秋田谷典昭 | 村田尚樹   | 小島唯可、山村俊了                                                                 |
| 第4話  |          | 索菲與愛莉         | 鈴木輪流郎 | 鈴木輪流郎 | 南伸一郎、小川一郎                                                                 |
| 第5話  |          | 吸血鬼的料理       | 沖崎光一   | 藏本穗高   | 小關雅、小島唯可、大高雄太、向川原憲                                               |
| 第6話  |          | 採訪吸血鬼         | 本間修     | 本間修     | 成松義人、服部憲知、齋藤雅和、柳孝相 debris札幌、鷲田敏彌、田森優希、Studio Musket |
| 第7話  |          | 和吸血鬼度過的暑假 | 室谷靖     | 村田尚樹   | 小島唯可、山村俊了、片岡英之、大高雄太 山橋陽介、服部憲知、山本真嗣、粉川剛        |
| 第8話  |          | 暑假最後一天       | 福島利規   | 北川正人   | 浮村春菜、K-PRO                                                                    |
| 第9話  |          | 吸血鬼VS吸血鬼獵人 | 名村英敏   | 濱崎徹     | 正木優太、永山惠、壽夢龍                                                           |
| 第10話 |          | 吸血鬼與年末       | 杉村苑美   | 杉村苑美   | 南伸一郎、丸英男、服部憲知、小島唯可 山本正嗣、松本和志、關口雅浩                  |
| 第11話 |          | 感冒的季節         | 秋田谷典昭 | 守田藝成   | 齋藤雅和、柳孝相、星山企畫、Studio Musket                                          |
| 第12話 |          | 四季輪轉與吸血鬼   | 福島利規   | 藏本穗高   | 酒井孝裕、小關雅、小橋陽介、小島唯可 山本真嗣、關口雅浩、小高雄太                  |

### 播放電視台
| 播放日期               | 播放時間（UTC+9）        | 播放電視台 | 播放地區 | 備註                     |
| ---------------------- | ------------------------ | ---------- | -------- | ------------------------ |
| 2018年10月5日—12月21日 | 星期五 21:00—21:30       | AT-X       | 日本全域 | 製作参加／CS放送／有重播 |
| 2018年10月6日—12月22日 | 星期六 22:00—22:30       | TOKYO MX   | 東京都   |                          |
|                        |                          | SUN電視台  | 兵庫縣   |                          |
| 2018年10月7日—12月23日 | 星期日 23:30—星期一 0:00 | BS11       | 日本全域 | BS放送／《ANIME+》時段   |
| 2018年10月9日—12月25日 | 星期二 3:05—3:35         | 愛知電視台 | 愛知縣   |                          |

### BD／DVD
| 卷數 | 發售日期       | 收錄話數      | 規格編號  | 規格編號  | 盒面人物             |
| 卷數 | 發售日期       | 收錄話數      | BD        | DVD       | 盒面人物             |
| ---- | -------------- | ------------- | --------- | --------- | -------------------- |
| 1    | 2018年12月21日 | 第1話—第3話   | MFXC-0029 | MFBT-0080 | 索菲、燈             |
| 2    | 2019年1月30日  | 第4話—第6話   | MFXC-0030 | MFBT-0081 | 索菲、燈、愛莉       |
| 3    | 2019年2月27日  | 第7話—第9話   | MFXC-0031 | MFBT-0082 | 索菲、燈、日向       |
| 4    | 2019年3月27日  | 第10話—第12話 | MFXC-0032 | MFBT-0083 | 索菲、燈、愛莉、日向 |

## 外部連結
- 隔壁的吸血鬼美眉 （页面存档备份，存于）於COMIC CUNE網站的內容（日語）
- 隔壁的吸血鬼美眉 （页面存档备份，存于）於ComicWalker網站的內容（日語）
- 電視動畫「隔壁的吸血鬼美眉」官網 （页面存档备份，存于）（日語）
- 電視動畫「隔壁的吸血鬼美眉」官方的X（前Twitter）（日語）